# Generic Access Network
Sieć ogólnego dostępu (ang. Generic Access Network, GAN), niegdyś znana jako nielicencjonowany dostęp mobilny (ang. Unlicensed Mobile Access, UMA), dopóki nie została przejęta w kwietniu 2005 przez 3GPP (ang. 3rd Generation Partnership Project) – telekomunikacyjny system zezwalający na roaming oraz przekierowanie pomiędzy lokalnymi sieciami komputerowymi i rozległymi sieciami komputerowymi przy użyciu tych samych telefonów dwuzakresowych. Niefortunnie określenie GAN pozostaje mało znane poza projektem 3GPP, dlatego termin UMA powrócił do użytku jako określenie marketingowe.
Lokalna sieć mogła być oparta na prywatnej nielicencjonowanej technologii takiej jak Bluetooth albo 802.11. Rozległa sieć jest alternatywą dla mobilnego serwisu GSM/GPRS albo UMTS.
Usługa ta pozwoli operatorom sieci komórkowych przekazywać głos, dane i IMS/SIP (IP Multimedia Subsystem/Session Initiation Protocol), rozszerzać zastosowania telefonów komórkowych w sieciach lokalnych.
W sieci telefonii komórkowej, telefon łączy się ze stacją bazową, dalej poprzez stacjonarne urządzenia sterujące do serwerów w podstawowej sieci operatora. Podsystem GAN, gdy aparat wykrywa sieć lokalną (LAN), ustanawia bezpieczne połączenie internetowe poprzez protokół IP dzięki bramie do serwera GAN Controller (GANC) w sieci operatora. GANC przekierowuje sygnały pochodzące z telefonu aby mogły się komunikować z inną stacją bazową. Stąd, gdy telefon komórkowy przełącza się z GSM na Wi-Fi, to wybrana sieć staje się podstawową, działającą na innej stacji bazowej.
GAN, podobnie jak UMA, był rozwinięty przez Unlicensed Mobile Access Consortium (UMAC) i jest teraz częścią 3GPP (specyfikacje TS 43.318 i TS 44.318).

## Sposoby działania
Typowy telefon UMA/GAN będzie miał docelowo cztery sposoby działania:
- GERAN-only: używa jedynie sieci telefonii komórkowej.
- GERAN-preferred: używa sieci telefonii komórkowej gdy jest dostępna. W przeciwnym wypadku używa radiowej sieci Wi-Fi.
- GAN-preferred: używa sieci Wi-Fi gdy jest w jej zasięgu. W przeciwnym wypadku używa sieci telefonii komórkowej.
- GAN-only: używa tylko połączenia sieci Wi-Fi.

W każdym przypadku, telefon najpierw wyszukuje sieci w trybie GSM, więc wyznacza obszar jego działania. To pozwala operatorom na odnalezienie najbliższego GANC, ustalenie planu zmiany sieci i przełączenie na odpowiedni sposób działania.

## Technologia
UMA (Unlicensed Mobile Access) to technologia, która wprowadza dostęp do serwisów mobilnych GSM/GPRS poprzez bezprzewodowe łącza technologii, poprzez Bluetooth i Wi-Fi. Poprzez rozmieszczenie technologii UMA, dostawcy serwisu są w stanie umożliwić abonentom „wędrowanie” pomiędzy siecią komórkową a radiową dzięki podwójnemu trybowi telefonu komórkowego.
We współpracy nad promowaniem rozpowszechniania technologii UMA, licznie wiodące firmy przemysłu radiowego, wspólnie rozwijają serie opisów technicznych. Wymogi te dostępne są na stronach internetowych i mogą być wykorzystywane przez sprzedawców i dostawców systemów komunikacji radiowych i ich aplikacji do rozwoju i rozpowszechniania wymiennych rozwiązań.
W dodatku do rozwoju i zapewnienia początkowych parametrów współpracujące ze sobą firmy aktywnie pracowały wraz ze standardem organizacji 3GPP by wykorzystać te parametry jako bazy dla oficjalnego standardu.
Wysiłek UMA został zainicjowany przez wiodących operatorów i dostawców sieci w Styczniu 2004. Celem tej pracy było rozwijanie i publikacja serii wymogów w oparciu o rozwój technologii głosowych oraz danych GPRS poprzez bezprzewodowy zakres tej technologii (Bluetooth, Wi-Fi) oraz późniejszą rozbudowę tych wymogów i uznanie ich za globalne standardy organizacji. Uczestniczące w tym firmy opublikowały początkowe wymogi UMA 2 września 2004. Firmy te wpisały owe wymogi do organizacji 3GPP jako część punktu pracy 3GPP „Ogólny Dostęp do A/Gb interfejsów” 8 kwietnia 2005 3GPP uznało wymogi techniczne ogólnego dostępu do A/Gb interfejsu jako „Publikacje” 3GPP. Mając za osiągnięte te dwa cele, firmy współpracujące z UMA zgodnie ogłosiły zawieszenie pracy jako grupy niezależnej i wznowienie jej oraz wszystkich włożonych w to wysiłków w dalszym rozwoju technologii już razem z organizacją 3GPP.

## Zasada działania
1. Abonent wraz z aktywną usługą UMA, w swoim telefonie, w zasięgu jej działania może mieć dostęp do sieci radiowej jak i komórkowej
2. Podczas połączenia telefon kontaktuje się z UMA Network Controller (UNC) wykorzystując szerokopasmowy dostęp sieci IP, zostaje autoryzowany i uprawniony do dostępu do połączeń głosowych oraz wszystkich danych GPRS (e-mail, SMS, MMS itp.) poprzez bezprzewodową sieć radiową.
3. Roaming: gdy UMA jest aktywne a użytkownik porusza się poza obszarem sieci radiowej do której jest podłączony, UNC ułatwia mu „wędrowanie” łącząc się z zewnętrzną siecią. Proces ten jest całkowicie jasny użytkownikowi.
4. Handover (przekierowanie): jeśli użytkownik jest w trakcie połączenia głosowego lub wykorzystuje dane GPRS w danej chwili i w tym samym czasie dostaje połączenie z sieci (lub spoza sieci), operacje które wykonywał mogą zostać automatycznie zawieszone pomiędzy dostępem do jednej i drugiej usługi bez straty przerwania tej trwającej.

## Możliwości
UMA umożliwia dostęp do połączeń głosowych, danych GPRS, e-mail, SMS, MMS itp. poprzez szeroki zakres bezprzewodowej technologii (Bluetooth, Wi-Fi).

### Szczegóły technologii UMA
- Identyczny dostęp do mobilnych serwisów GSM/GPRS
- Dostarcza ten sam rodzaj technologii co komórkowy RAN i sieci radiowe
- Taka sama transmisja (roaming, handover) pomiędzy CRAN i bezprzewodowy dostęp radiowy
- Niedościgniona w podstawowym zakresie technologii Wi-Fi, Bluetooth
- Jawny istniejący standard urządzeń CPE (rutery, modemy)
- Wykorzystuje standardy „zawsze na”, szeroki zakres dostępu do sieci przez I (DSL, Cable, FTTH...)
- Ochrona odpowiadająca istniejącym sieciom GSM
- Bez wpływu na operacje sieci komórkowych.